# Tófürdő megállóhely
Tófürdő megállóhely a MÁV vasúti megállóhelye a Hajdú-Bihar vármegyei Debrecenben. A megállóhelyet a MÁV 108-as számú Debrecen–Füzesabony-vasútvonala érinti.

## Vasútvonalak
A megállóhelyet az alábbi vasútvonalak érintik:
- Debrecen–Füzesabony-vasútvonal

## Kapcsolódó állomások
A megállóhelyhez az alábbi állomások vannak a legközelebb:
- Nagymacs vasútállomás ( – 2023. május 4., Debrecen–Füzesabony-vasútvonal)
- Nagyhát megállóhely ( – 2023. május 4., Debrecen–Füzesabony-vasútvonal)

## Története
Az megállóhelyet 1948-ban létesítették Nagyhát megállóhely és Macs állomás között.[forrás?]
2010-ben a vonatok már csak nyáron álltak meg a megállóhelyen, a többi évszakban megállás nélkül áthaladtak.[forrás?]
2011-ben bejelentették, hogy már nyáron se fognak megállni a vonatok, így azóta az összes megállás nélkül közlekedik. Nem sokkal ezután a peront lebontották, az állomástáblát pedig leszedték, így ma a megállónak már csak a hűlt helye maradt meg.[forrás?]

## Megközelítés
A megállóhely a 33-as főút 12 kilométernél található kiágazása felől lehet elérni.